# تپه قلعه چنگیزی
تپه قلعه چنگیزی مربوط به دوره اشکانیان است و در شهرستان سلسله، بخش فیروزآباد، دهستان فیروزآباد، ۷۵۰ متری شمال روستای اصلانشاه واقع شده و این اثر در تاریخ ۲۸ اسفند ۱۳۸۵ با شمارهٔ ثبت ۱۸۷۹۸ به‌عنوان یکی از آثار ملی ایران به ثبت رسیده است.